# Target Canada
Pour les articles homonymes, voir Target.
Target Canada est une division de la compagnie américaine Target qui fut mise sur pied en 2011 pour gérer les activités canadiennes de l'entreprise et qui a déclaré faillite en 2015. En 2011, la compagnie acquiert les baux de 189 emplacements occupés par la chaîne Zellers, propriété de la Compagnie de la Baie d'Hudson (CBH) dans l'intention d'utiliser 125 de ces sites pour y ouvrir des magasins Target au courant de 2013.
Le siège social de Target au Canada fut situé à Mississauga en Ontario.

## Histoire

### 2010: considération d'expansion au Canada
Plusieurs rumeurs font surface depuis 2004 sur le fait que Target était possiblement intéressé à s'établir au Canada en achetant la chaîne Zellers. En janvier 2010, Target indique publiquement qu'elle a des plans d'expansion internationale incluant potentiellement le Canada, mais que ces plans ne seraient pas mis en branle avant 2013, au plus tôt.

### 2011 – 2014: acquisition des baux et partenariat
Le 13 janvier 2011, Target annonce qu'elle achète les baux commerciaux d'un maximum de 220 magasins Zellers pour la somme de 1.825 milliards. Selon cette entente, Zellers sous-locationne initialement les propriétés et continue d'opérer ses magasins jusqu'au moins en janvier 2012, et au plus tard en mars 2013. Target ne procède pas à l'achat de la chaîne Zellers comme tel, et celle-ci se retrouve donc avec 64 magasins restants. La CBH tente en vain de trouver un acheteur pour ses magasins restants et planifie d'abord de continuer à les opérer sous la bannière Zellers, pour finalement annoncer en 2012 que ces magasins seraient aussi liquidés. Ils commencent leur liquidation le 26 décembre 2012.
En mai 2011, Target dévoile un premier lot de 105 emplacements et déclare que la grande majorité de ceux-ci seraient convertis en Target. En septembre 2011, Target publie une liste de 84 sites additionnels, ce qui porte le nombre total de baux de Zellers acquis à 189, plutôt que les 220 initialement annoncés. La première vague d'ouvertures est en mars/avril 2013, suivie de quatre autres vagues dans le courant de l'année. Les emplacements qui sont convertis ont généralement une fermeture d'au moins 6 à 9 mois prévue pour des rénovations importantes. Target annonce qu'elle planifie embaucher des milliers de nouveaux employés pour soutenir son expansion au Canada et que ses produits alimentaires et d'épicerie au Canada seraient fournis par Sobeys.
À la suite de la fermeture des magasins Zellers sélectionnés, Target les rénove et les réouvre sous sa propre bannière. Target revend les 65 sites achetés à d'autres détaillants, incluant 39 déjà vendus à Walmart Canada. Contrairement à l'entrée au Canada de Walmart avec son acquisition de magasins Woolco en 1994, les employés de Zellers ne sont pas gardés par Target ou par Walmart et ils doivent appliquer de nouveau pour obtenir un poste au même emplacement.
Target confirme officiellement la liste de ses emplacements en juillet 2012. La chaîne opère 127 magasins en 2013. De ce nombre, 125 remplacent des Zellers. Les 2 autres emplacements à Niagara Falls et au Centre Laval sont d'anciens Walmart.
Target Canada inclut des cafés Starbucks dans la majorité de ses emplacements. Des vêtements de marque Roots Canada sont vendus par Target Canada de façon temporaire en 2013.

### 2015: Fermeture

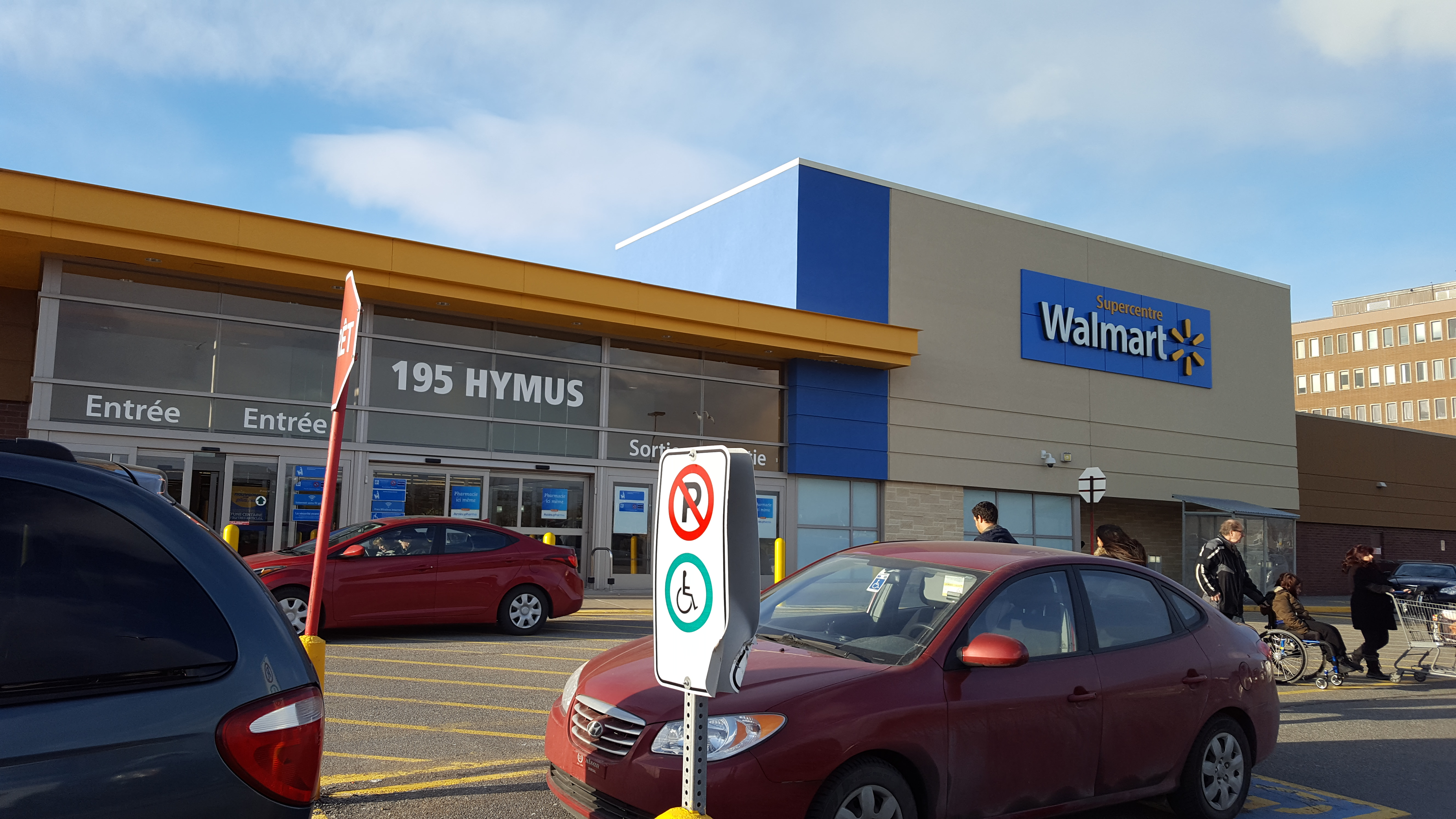
Un ancien Target à Pointe-Claire, Québec, devenu un Supercentre Walmart en 2017.

Le 15 janvier 2015, Target annonce la fermeture de ses 133 magasins canadiens
Le 12 avril 2015: Target Canada ferme ses derniers magasins encore ouvert au pays. Le magasin de Candiac au Québec est le dernier à fermer dans la province.

### Chronologie
Chronologie de la vente à Target
- 12 janvier 2011 : entente signée.
- 13 janvier 2011 : annonce de la vente.
- 26 mai 2011 : annonce de la sélection des 105 premiers sites.
- 24 juin 2011 : annonce de la revente de 39 sites à Walmart[8].
- 23 septembre 2011 : annonce du choix des 84 dernier sites et du partenariat avec Sobeys[6].
- 31 janvier 2012 : le plus tôt que Target peut demander à Zellers de libérer un emplacement acquis.
- 31 mars 2013 : tous les emplacements acquis doivent être libérés par Zellers à cette date.
- mars-avril 2013 : ouverture prévue d'environ 24 emplacements acquis par Target[1].
- Août 2013 : Target annonce un partenariat avec Metro, avec sa filiale Brunet pour le secteur des pharmacies, dans la majorité de ses magasins au Québec.
- 17 septembre et Automne 2013 : Ouverture de la majorité des magasins Target du Québec.
- 2014 : dernière année prévue pour l'ouverture des emplacements Target restants[1]

Chronologie de la fermeture de Target
- 15 janvier 2015 : Target Corporation (TGT) annonce la fermeture de ses 133 magasins canadiens[12]
- 12 avril 2015 : Target Canada ferme ses derniers magasins encore ouverts au pays.

## Problèmes avec la marque de commerce au Canada
Dans l'absence de la chaîne Target au Canada, un certain nombre de commerces au détail, sans avoir d'affiliations avec la compagnie américaine, utilisent le nom « Target » à divers usages. Par exemple, une chaîne régionale de magasins de variété de Terre-Neuve opère sous le nom Target pendant les années 1980 jusqu'au début des années 1990. Il y a aussi pendant un temps un magasin de spiritueux nommé Target en Alberta ainsi qu'une chaîne de dépanneurs Target basée à Toronto.
En prévision de son entrée au Canada, Target Corporation tente de solidifier ses droits sur la marque "Target" au Canada en achetant les droits de marque de commerce Canadiens de certains de ces utilisateurs,, en plus de remplir des demandes d'enregistrement à son nom. Cependant, l'expansion de Target au Canada peut quand même risquer d'être menacée par une entité qui affirme détenir les droits au Canada pour le nom «Target » dans le domaine des vêtements.
La marque de commerce canadienne « Target Apparel » est enregistrée en 1982 par Dylex Limited, un détaillant canadien de vêtements pour hommes, complets, pantalons, vestes et manteaux disparu depuis 2010. Les droits de cette marque sont acquis par Fairweather Limited, une filiale du Groupe INC propriété de Isaac Benitah, notamment propriétaire de la chaîne Les Ailes de la Mode. Target Apparel sert originellement en tant que marque-maison de vêtements et non comme nom d'un commerce; Fairweather ne fait la demande d'étendre la marque au domaine du commerce au détail avant avril 2011.
Le groupe INC ouvre un petit magasin Target Apparel adjacent au siège social de l'entreprise en décembre 2003. À la fin de 2010, peu après l'annonce que Target planifie son entrée au Canada (mais avant l'annonce de Zellers), INC a commence à étendre la bannière dans d'autres emplacements de choix, incluant des conversions de quelques-uns de ses magasins de mode existants. Target conteste le droit de INC sur le nom Target Apparel à plusieurs occasions; INC réussi initialement à conserver ses droits, mais se retrouve face à une contestation en cours qui commence en 2012.
Le 1er février 2012, il est annoncé qu'une entente est survenue entre Fairweather Limited et Target concernant l'utilisation du nom Target au Canada. Selon l'entente, Fairweather doit cesser d'utiliser le nom Target Apparel d'ici 2012 et donner à Target Canada la propriété complète de la marque Target au Canada.